# Kylling (spilteori)
Kylling eller høg-due-spillet er et spil der studeres inden for spilteori. Det kan bruges som model for mange konflikter mellem to parter. Navnet kommer fra et 'spil', som bliver spillet af to personer, som sidder i hver sin bil, men fronten mod hinanden. De to spillere kører nu direkte mod hinanden, og hvis man afviger er man en kylling. Det bedst mulige resultat er altså at modstanderen afviger, det næstbedste at begge afviger og det tredjebedste er at man selv afviger og at modstanderen ikke gør det samme. Det værst mulige resultat er at begge fortsætter, og måske slår hinanden ihjel. 
Navnet 'høg-due-spil' henviser til en situation hvor der er kamp om en begrænset ressource, og hver spiller kan vælge mellem samarbejde eller konflikt. Dette navn bruges oftes inden for biologi og evolutionær spilteori. Fra et spilteoretisk synspunkt er de to spil identiske.